# Hiromi Tojo
Hiromi Tojo (Tokio, 30 november 1947) is een Japans acteur/artiest en leraar in de Zen-Boeddhistische verdedigingskunst Shorinji Kempo. Sinds 1982 is hij woonachtig in Nederland, waar hij vooral bekend is geworden als de Japanner in de televisieprogramma's Verona van het publieke Veronica en Ushi en Van Dijk van RTL 4.
Tojo begon op 18-jarige leeftijd aan shorinji kempo, een Japanse verdedigingskunst en wist zich door de jaren heen tot de 4e Dan zwarte band op te werken. Vanaf 1968 studeerde hij aan de universiteit van Rikkyo (Tokio), waar hij begin jaren 70 zijn bachelortitel in sociologie behaalde.
In 1982 kwam Tojo naar Nederland, naar eigen zeggen doordat hij zo gefascineerd was door de stad Amsterdam. Binnen enkele jaren startte hij in deze stad zijn eigen shorinji-kempo-school. Naast zijn werk als shorinji-kempo sensei op zijn eigen school, waar hij les geeft aan (voornamelijk) Nederlandse leerlingen, geeft hij onder andere Japanse zwaard- en dansdemonstraties tijdens evenementen, sushi-workshops en is hij gids in het Van Gogh Museum.
Als acteur heeft Tojo in verschillende Nederlandse films, televisieseries en tv-programma's zijn opwachting gemaakt in bij- en figurantenrollen, waaronder de films Amsterdamned en Tamago, en de series Goede tijden, slechte tijden en Flikken Maastricht. Televisiekijkers zullen zich hem echter het meest herinneren als de Japanner Suki uit het satirische tv-programma Verona van Henk Spaan en Harry Vermeegen (1988), of als de Japanner die het typetje 'Ushi' (van Wendy van Dijk) assisteert bij interviews die nietsvermoedende bekendheden foppen in de programma's Ushi en Van Dijk (1999), Ushi & Dushi (2009), Ushi & Loesie (2010) en Ushi & The Family (2011-2012).